# Sistema inmunitario artificial
En inteligencia artificial, los sistemas inmunitarios artificiales (AIS) son una clase de máquinas de aprendizaje basado en reglas computacionalmente inteligentes, inspiradas en los principios y procesos del sistema inmunitario vertebral. Los algoritmos son típicamente modelados a partir de las características de aprendizaje y memorización del sistema inmunitario para la solución de problemas.

## Definición
El campo de los Sistemas Inmunitarios Artificiales (AIS) está relacionado con la abstracción de la estructura y funcionamiento del sistema inmunitario a sistemas computacionales, y con la investigación de aplicaciones de los mismos en la solución de problemas computacionales de la matemática, la ingeniería, y las tecnologías de la información. AIS es un subcampo de la Informática biológicamente inspirada, y la Computación natural, con intereses en Aprendizaje de Máquina y que pertenece al campo más amplio de la inteligencia artificial.
Los sistemas inmunitarios artificiales (AIS) son sistemas adaptativos, inspirados en la inmunología teórica y funciones inmunes observadas, principios y modelos, los cuales están aplicados a la solución de problemas.
Los AIS difieren de la inmunología computacional y de la biología teórica que están preocupadas con simular la inmunología empleando modelos computacionales y matemáticos hacia una mejor comprensión del sistema inmunitario, a pesar de que tales modelos iniciaron el campo de AIS y continúan proporcionando una base fértil para la inspiración. Finalmente, el campo de AIS no está preocupado por la investigación del sistema inmunitario como substrato para la computación, a diferencia de otros campos como la computación basada en ADN.

## Historia
Los AIS surgieron a mediados de la década de 1980 con los artículos escritos por Labrador, Packard y Perelson (1986) y Bersini y Varela (1990) sobre redes inmunes. Sin embargo, no fue hasta mediados de la década de 1990 que los AIS devinieron un campo en sí. Forrest et al. (sobre selección negativa) y Kephart et al. publicaron sus primeros artículos sobre AIS en 1994, y Dasgupta condujo estudios extensivos sobre Algoritmos de Selección Negativa. En 1995, Hunt y Cooke comenzaron los trabajos en modelos de Redes Inmunes; Timmis y Neal continuaron este trabajo e hicieron algunas mejoras. Los trabajos de De Castro & Von Zuben's y Nicosia & Cutello (sobre selección clonal) resultaron notables en 2002. El primer libro sobre Sistemas Inmunitarios Artificiales fue editado por Dasgupta en 1999.
Actualmente, ideas nuevas relacionadas con los AIS, como la teoría del peligro y los algoritmos inspirados en el sistema inmunitario innato, también están siendo exploradas. A pesar de que algunos creen que estas ideas nuevas todavía no ofrecen abstracciones verdaderamente 'nuevas', superiores o relacionadas con los algoritmos de AIS existentes. Esto, sin embargo, es muy debatido, y la discusión proporciona una de las fuerzas principales para el desarrollo actual de los AIS. Otros desarrollos recientes involucran la exploración de la degeneración en modelos de AIS, lo cual está motivado por su rol hipotético en el aprendizaje y la evolución.
Originalmente los AIS se idearon para buscar abstracciones eficientes de los procesos observados en el sistema inmune, pero, más recientemente, se han encaminado a la modelación de procesos biológicos y la aplicación de algoritmos inmunes a problemas de bioinformática.
En 2008, Dasgupta y Nino publicaron un libro sobre Computación Inmunológica que presenta un compendio del trabajo actual relacionado con técnicas basadas en la inmunidad y describe una amplia variedad de aplicaciones.

## Técnicas
Las técnicas comunes están inspiradas en teorías inmunológicas concretas que explican el funcionamiento y el comportamiento del sistema inmunitario adquirido mamífero. 
- Algoritmo de Selección Clonal : Una clase de algoritmos inspirados en la teoría de selección clonal de la inmunidad adquirida que explica cómo los linfocitos B y T mejoran su respuesta a antígenos con el tiempo mediante la maduración de la afinidad. Estos algoritmos se enfocan en los atributos Darwinistas de la teoría donde la selección está inspirada por la afinidad de las interacciones antígeno-anticuerpo, la reproducción está inspirada en la división celular, y la variación está inspirada en la hipermutación somática. Los Algoritmos de Selección Clonal son más comúnmente aplicados a  ámbitos de optimización y reconocimiento de patrones, algunos de los cuales asemejan al algoritmo hill climbing en paralelo y al algoritmo genético sin el operador de recombinación.[8]

- Algoritmo de Selección Negativa: Inspirado en el proceso de selección positiva y negativa que ocurre durante la maduración de células T en el timo llamadotolerancia de célula T. La selección negativa se refiere a la identificación y eliminación (apoptosis) de células autoinmunes, es decir, las células T pueden seleccionar y atacar tejidos propios. Esta clase de algoritmos son típicamente utilizados para la clasificación y reconocimiento de patrones, ámbitos de problemas donde el espacio de solución es modelado sobre el complemento del conocimiento disponible. Por ejemplo, en el caso de la detección de anomalías el algoritmo prepara un conjunto de ejemplo de detectores de patrones entrenados a partir de patrones normales (no-anómalos) que modelan y detectan patrones ocultos o anómalos.[9]

- Algoritmos de Redes Inmunes: Algoritmos inspirados en la teoría de la red idiopática propuesta por Niels Kaj Jerne que describe la regulación del sistema inmunitario por anticuerpos anti-idiopáticos (anticuerpos que seleccionan para otros anticuerpos). Esta clase de algoritmos se enfocan en las estructuras de la red de grafo implicadas donde los anticuerpos (o un anticuerpo que produce células) representan los nodos y el algoritmo de entrenamiento implica crecer o podar aristas entre los nodos basándose en la afinidad (semejanza en el espacio de representación de los problemas). Los algoritmos de redes inmunes han sido utilizados en clustering, visualización de datos, control, y ámbitos de optimización, y comparte características con las redes neuronales artificiales.[10]

- Algoritmos de Célula Dendrítica: El Algoritmo de Célula Dendrítica (DCA) es un ejemplo de un algoritmo inspirado en la inmunidad desarrollado utilizando una aproximación de multi-escala. Este algoritmo está basado en un modelo abstracto de células dentríticas (DCs). El DCA es abstraído e implementado a través de un proceso de examen y modelación de varios aspectos del funcionamiento de las células dendríticas, desde las redes moleculares presentes dentro de la célula hasta el comportamiento globalmente exhibido por una población de células. Dentro del DCA la información está granulada en diferentes capas, conseguidas a través de procesamiento multi-escala.[11]